# Quintus Horatius Flaccus
Quintus Horatius Flaccus, în limba română Horațiu, (n. 8 decembrie 65 î.Hr., Venosa; d. 27 noiembrie 8 î.Hr., Roma) a fost unul dintre cei mai importanți poeți romani din "perioada de aur" a literaturii romane ("Secolul lui Augustus") sau "epoca augustană", cuprinsă între 43 î.Hr. (moartea lui Cicero) și 14 d. Hr. (moartea împăratului Augustus).

## Biografie
Horațiu s-a născut la 8 decembrie 65 î.Hr. în Venusia (astăzi Venosa) din provincia Apulia, fiu al unui libert (sclav eliberat). Tatăl său avea funcția de coactor argentarius (încasator de impozite) și realizase o oarecare avere. Familia se mută la Roma și Horațiu are posibilitatea să obțină o cultură aleasă, frecventând școala de retorică a lui Orbilius. Continuă studiile la Academia din Atena, ocupându-se în special de filosofie și poezie. După asasinarea lui Caesar în anul 44 î.Hr., Horațiu se alătură trupelor republicane conduse de conspiratorii Brutus și Cassius și devine tribun militar. După înfrângerea suferită în bătălia de la Philippi (42 î.Hr.) în fața trupelor lui Marcus Antonius și Octavianus Augustus (viitorul împărat), Horațiu se întoarce la Roma, beneficiind de o amnistie generală instituită de învingători. Averea părintească a fost însă confiscată, Horațiu obține o funcție de secretar în administrația statului și are timp să se dedice poeziei. Primele sale versuri sunt remarcate de Virgiliu, pe atunci "Poeta laureatus" al Romei, care îl prezintă nobilului și influentului încurajator al artelor, Gaius Maecenas. Între Horațiu și Maecenas se dezvoltă o strânsă și durabilă prietenie. În anul 33 î.Hr., Maecena îi dăruiește o proprietate în regiunea munților Sabinici, nu departe de Roma. Aici are liniștea și tihna (otium) necesare pentru a se dedica întru-totul creației sale literare. După moartea lui Virgiliu, în anul 19 î.Hr., Horațiu este cel care primește distincția de "Poeta laureatus". În anul 8 î.Hr. Maecena moare și în același an, la 27 noiembrie, moare și Horațiu, fiind înmormântat pe colina Esquilina.

## Opera
Creația lui Horațiu s-a păstrat în întregime până în zilele noastre și poate fi împărțită în trei perioade:
- Opera timpurie (42 î.Hr.-30 î.Hr.):
  - Satirae, satire care evoluează de la tonul violent sau sarcastic la ironia amuzantă și înțeleaptă, prin care răzbate conținutul didactic, dar și grație spirituală, umor și eleganță
  - Epodon liber
- Perioada clasică a maturității (31 î.Hr.-20 î.Hr.):
  - Carmina I-III, unde este prefigurată concepția epicureică echilibrată a poetului și realismul său psihologic
  - Epistulae I, prin care se realizează trecerea de la satira personală la filozofia morală
- Opere târzii (18 î.Hr.-13 î.Hr.): 
  - Carmen saeculare, imn scris la cererea împăratului August în cinstea Dianei și a lui Apollo
  - Carmina IV
  - Epistulae II, cuprinde celebra Ars poetica, în care sunt formulate principiile clasicismului antic reluate ulterior de Boileau și Pope.

### Satirele

Satirae, 1577

Cele două cărți cu Satire (Satirae), numite de Horațiu Sermones ("Convorbiri"), cuprind 18 poezii scrise în hexametre dactilice, inspirate din operele satiricului Gaius Lucillius. Sub forma unui dialog cu Maecena, sunt tratate teme etice, criticându-se, pe baza unor exemple, ambiția nemăsurată, prostia, avariția, defecte și vicii care îi fac pe oameni nefericiți, într-un mod tolerant și cu umor, fără asprimea predecesorului său. Uneori se referă la slăbiciunile propriei sale persoane. Dialogul dintre poet și interlocutorul său ia sfârșit prin postularea principiului epicurian, al cărui adept a fost Horațiu, bazat pe preconizarea ataraxiei, a echilibrului interior și armoniei:
"Est modus in rebus, sunt certi denique fines,
Quos ultra citraque nequit consistere rectum"
"E o măsură-n toate: tu, drumul drept îl ține
Și nu călca hotarul pus între rău și bine"
(Sermones, I,1: trad. de Al. Hodoș și Th. Măinescu)

### Epodele
Cartea Epodelor (Epodon liber, din limba greacă: "epódos" = refren), denumită de Horațiu "Iambi", deși numai o parte din poezii sunt scrise în ritm iambic, restul în dactile, cuprinde 17 poeme lirico-satirice cu referire la evenimentele și problemele politice ale epocii, după modelul poetului grec Archilochos din Paros.

### Odele
Horațiu a scris patru cărți de ode, intitulate "Carmina", care cuprind 104 poeme pe teme civice, mitologico-religioase, politice, morale, erotice, bacchice, unele consacrate Romei sau lui Augustus, reprezentând o culme a măiestriei sale poetice. Primele trei cărți au fost realizate în anul 23 î.Hr., ultima în anul 13 î.Hr. Ca modele i-au folosit creațiile din literatura greacă ale lui Alceu, Anakreon, Pindar și Sappho. Spre deosebire de predecesorii săi greci, odele lui Horațiu sunt poezii lirice pure și nu au fost transpuse pe muzică.
Meditația asupra scurgerii ireversibile a timpului este un motiv major în odele horațiene, încercarea de a opri trecerea timpului și apropierea sfârșitului prin rugăminți și ofrande aduse zeilor este zadarnică (Carmina, II,14: Ad Postumum). Având în vedere meditația asupra acestor motive, în oda Ad Leuconoen, poetul îndeamnă la trăirea clipei - carpe diem - și renunțarea la cercetarea inutilă a viitorului:
Spem longam reseces. Dum loquimur, fugerit invida / aetas: CARPE DIEM, quam minimum credula postero! ("Speranța după timp ți-o păsuiește / căci vremea, cât de rea, se scurge cât vorbim / CULEGE ZIUA CEA DE ASTĂZI, ce va fi mâine noi nu știm!” - Carmina, I,11: Ad Leuconoen)
În poemul-epilog al cărții a treia de Ode se regăsește expresia celebră a motivului autoelogiului propriei opere literare: Exegi monumentum... (Carmina, III,30). Carmen saeculare, scrisă cu ocazia sărbătorilor „seculare” (ludi saeculares) organizate de împăratul Augustus (17 î.Hr.), este oda patriotică cea mai avântată închinată gloriei Romei.

### Epistole
Epistulae ("Scrisori"), două cărți (20 și 13 a.Chr.) în hexametru dactilic cu problematică filosofică, morală, literară etc. Ca filosof, Horațiu preferă principiul aristotelian al "căii de mijloc de aur" (aurea mediocritas) și învățăturile lui Epicur, conform cărora plăcerea reprezintă bunul unic, iar durerea singurul rău existent. Adevărata plăcere se găsește în starea de absolută liniște sufletească, în tihnă, într-un mod de viață bazat pe virtuțile majore (mores maiorum): modestia, curajul, fidelitatea, statornicia, dreptatea și respectul.
A doua carte de epistole este consacrată problemelor literaturii. Se remarcă printre ele "Epistula ad Pisones" ("Scrisoare către Pisoni", Lucius Calpurnius Piso, consul în anul 15 a.Chr., și cei doi fii ai săi, Lucius și Gaius, iubitori și protectori ai literelor), cunoscută mai târziu ca "Ars poetica" ("Artă poetică"). Fără a avea pretenția de a redacta un tratat de poetică după toate regulile, Horațiu își exprimă clar în 476 de versuri, sub forma unei conversații prietenești cu Pisonii, ideile sale referitoare la problemele scrierii operelor literare. Această operă a exercitat o deosebită influență asupra posterității, până în timpurile moderne. Astfel Nicolas Boileau-Despréaux, poet și critic literar francez, sintetizează în "Art poétique" 1674) principiile clasicismului, fructificând izvoarele antice: Aristotel (poezia este o imitație a vieții - mimesis) și ideile estetice ale lui Horațiu.

## Repere ale operei lui Horațiu
Opera lui Horațiu, prin concepția filosofică, spiritul ei larg, lirismul avântat, înclinația satirică, ironia fină, eleganța și concizia, varietatea de ritmuri a versurilor, valorificarea experienței umane și artistice în funcție de principiile morale, a găsit un ecou profund în conștiința artistică a multor poeți moderni, printre care și Mihai Eminescu, admirator entuziast al marelui poet latin. Seninătății, echilibrului armonios din meditațiile horațiene îi corespunde o artă literară întemeiată pe simetrie, pe stăpânirea rațională a expresiei.

## Traducători români din operele lui Horațiu
- Alexandru Hodoș
- Theodor Măinescu
- Petre Stati
- Dan Slușanschi
- Dumitru C. Ollănescu-Ascanio
- Ionel Marinescu
- Lozinschi Doina

## Citate
- Quae virtus et quanta sit vivere parvo! ("A se mulțumi cu puțin este o virtute atât de mare!") - Sermones, II,2,1
- Dum licet, in rebus iucundis vive beatus! ("Fii fericit cu lucrurile plăcute, cât îți este cu putință") - Sermones, II,6,96
- Ira furor brevis est; animum rege, qui nisi paret, imperat. ("Mânia este o nebunie de scurtă durată; stăpânește-ți mânia, căci dacă nu este ținută în frâu, ea îți poruncește") - Epistulae, I,2,62-63
- Carpe diem, quam minimum credula postero! ("Trăiește-ți ziua de azi, nu te încrede în cea următoare!") - Carmina, I,11,7-8
- Dimidium facti qui coepit habet. ("Lucrul început este pe jumătate făcut.") - Sermones, I,2,14
- Beatus ille procul negotiis... ("Fericit acela departe de orice griji...") - Epodae, II,1
- Quidquid praecipies, esto brevis! ("Orice sfat vei da, să fii concis!") - Ars poetica, 335
- Scribendi recte sapere est et principium et fons. ("Bunul simț este pentru scrisul cel bun și izvor, și principiu") - Ars poetica, 309